# Bolitoglossa oaxacensis
Bolitoglossa oaxacensis é uma espécie de anfíbio caudado pertencente à família Plethodontidae, sub-família Plethodontinae.